# ゴールドディスク
ゴールドディスクは、各国別に設けられた基準に基づき、その国内におけるレコード（CDの登場以降はCDを含む）売上枚数もしくは出荷枚数に応じて、当該楽曲に対し与えられる賞である。以降は基本的に「ダブルゴールドディスク」（2倍）、「トリプルゴールドディスク」（3倍）、「クワドラプルゴールドディスク」（4倍）…と増えていく。各国毎に下位にシルバーディスク、上位にプラチナディスク、ダイヤモンドディスクなどが用意されている場合もあるほか、シングルやアルバム、ビデオなどで別の基準を定めている場合もある。受賞曲には記念品として、額に収められ銘板が添えられた銀・金・プラチナの色のレコードが贈られる。
ゴールドディスクの起源は売り上げに貢献した作品を生んだアーティストに対して各レコード会社が与えるもので、120万枚を売り上げた映画『銀嶺セレナーデ』（20世紀フォックス、1941年）で使用されたグレン・ミラー「チャタヌーガ・チュー・チュー」に対してRCAレコードが1942年2月に授与したのが始まりである。

## 各国別の基準

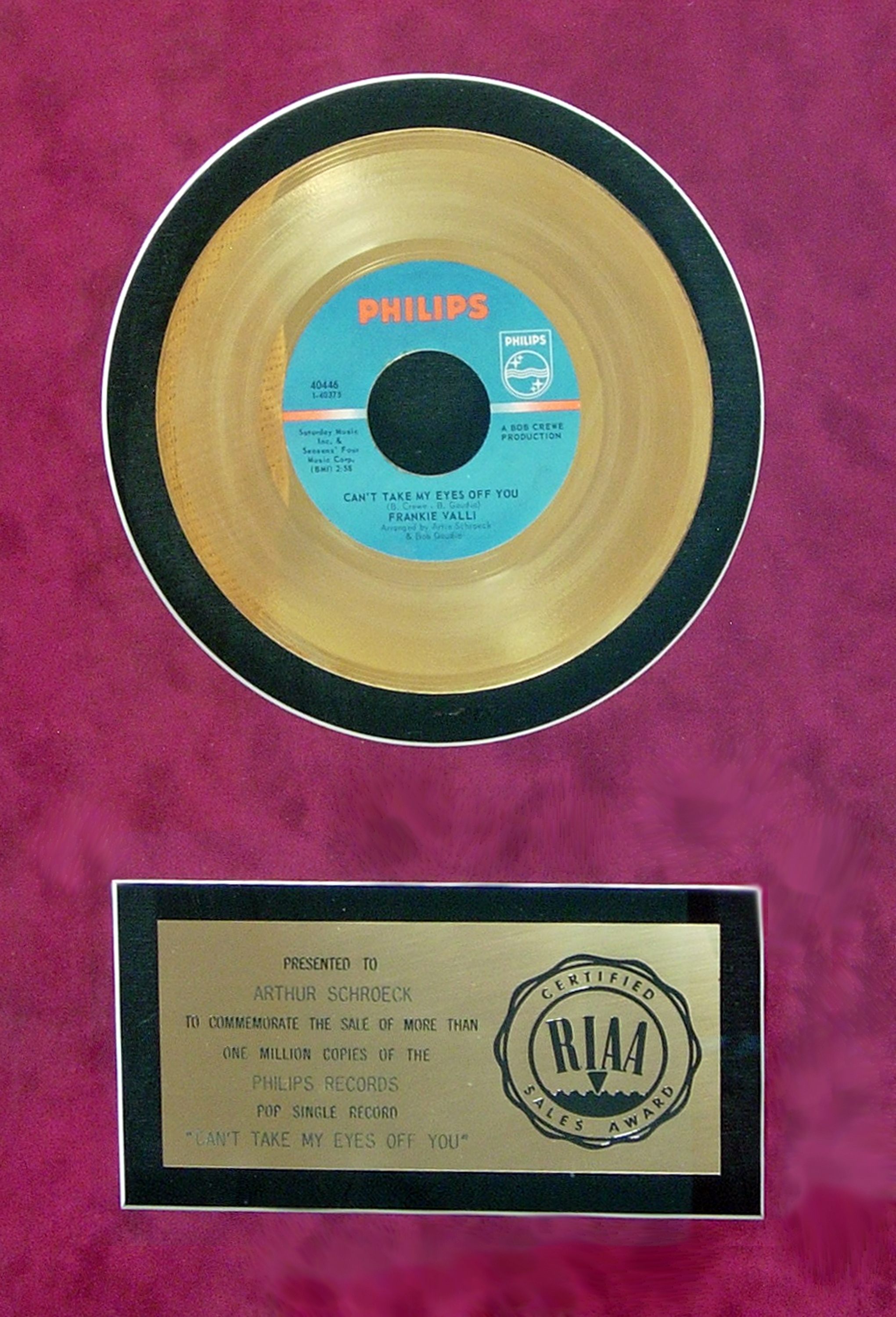
フランキー・ヴァリのシングル「君の瞳に恋してる」に対してアメリカレコード協会が授与したゴールドディスクのレコード（アレンジャーのアーティ・シュレックに授与されたもの）

| 国家 組織    | メディア | シルバー     | ゴールド | プラチナ | ダイヤモンド | 備考 |
| ------------ | -------- | ------------ | -------- | -------- | ------------ | --- |
| 日本 RIAJ    | 全て     | 認定制度なし | 10万     | 25万     | 100万        | 1989年1月21日以降発売の作品が対象。 2003年6月度までの認定基準 \| ジャンル \| ゴールド \| プラチナ \| ミリオン \| \| ------------ \| -------- \| -------- \| -------- \| \| 邦楽[注 3] \| 20万枚 \| 40万枚 \| 100万枚 \| \| 洋楽アルバム \| 10万枚 \| 20万枚 \| 100万枚 \| \| 洋楽シングル \| 5万枚 \| 10万枚 \| 100万枚 \| |
| 米国 RIAA    | 全て     | 認定制度なし | 50万     | 100万    | 1000万       | 1975年6月以前のアルバムは枚数ではなく金額が基準で、ゴールドが100万ドルであった。 1988年まではシングルは100万枚以上をゴールドディスクと認定していた。 |
| 英国 BPI     | アルバム | 6万          | 10万     | 30万     | 認定制度なし | |
| 英国 BPI     | シングル | 20万         | 40万     | 60万     | 認定制度なし | 1989年1月1日以前は、シルバーが25万枚、ゴールドが50万枚、プラチナが100万枚であった。 |
| カナダ CRIA  | 全て     | 認定制度なし | 4万      | 8万      | 80万         | 2008年5月1日以前のアルバムは、ゴールドが5万枚、プラチナが10万枚、ダイヤモンドが100万枚であった。 |
| ドイツ IFPI  | アルバム | 認定制度なし | 10万     | 20万     | 認定制度なし | 2003年1月1日以前は、現在のシングルと同じであった。 |
| ドイツ IFPI  | シングル | 認定制度なし | 15万     | 30万     | 認定制度なし | 1989年9月24日以前は、ゴールドが25万枚、プラチナが50万枚であった。 |
| ジャンル     | ゴールド | プラチナ     | ミリオン |          |              | |
| 邦楽         | 20万枚   | 40万枚       | 100万枚  |          |              | |
| 洋楽アルバム | 10万枚   | 20万枚       | 100万枚  |          |              | |
| 洋楽シングル | 5万枚    | 10万枚       | 100万枚  |          |              | |

- フランキー・ヴァリのシングル「君の瞳に恋してる」に対してアメリカレコード協会が授与したゴールドディスクのレコード（アレンジャーのアーティ・シュレック（英語版）に授与されたもの）

## 認定の取消
ゴールドディスク認定は通常取消となることはないが、レコード会社から認定辞退の申し入れがあった場合など、稀に認定が取り消されることがある。
日本では2014年2月に、佐村河内守名義のCD『交響曲第1番 HIROSHIMA』について、レコード会社の日本コロムビアから認定辞退の申し入れがあったとしてゴールドディスク認定を取り消した例がある。なお日本でゴールドディスク認定が取り消された例は、2024年現在本件が唯一である。